# سیدنی بلانت
سیدنی بلانت (انگلیسی: Sidney Blunt; ۱۳ آوریل ۱۹۰۲ – ۱۹۶۵ (۶۲−۶۳ سال)) بازیکن فوتبال اهل بریتانیا بود.
از باشگاه‌هایی که در آن بازی کرده‌است می‌توان به باشگاه فوتبال ولورهمپتون واندررز، باشگاه فوتبال ووستر سیتی، باشگاه فوتبال پورت ویل، باشگاه فوتبال هرفورد یونایتد و باشگاه فوتبال شروزبری تاون اشاره کرد.